# Стекольный завод Русско-Бельгийского общества
Стекольный завод Русско-Бельгийского общества — российско-бельгийская  компания. Полное наименование — Русско-бельгийское общество для производства зеркального стекла, бывшая фирма Ф. А. Беклемишева. Штаб-квартира компании располагалась в Москве, в подъезде № 4 Петровских линий.

## История

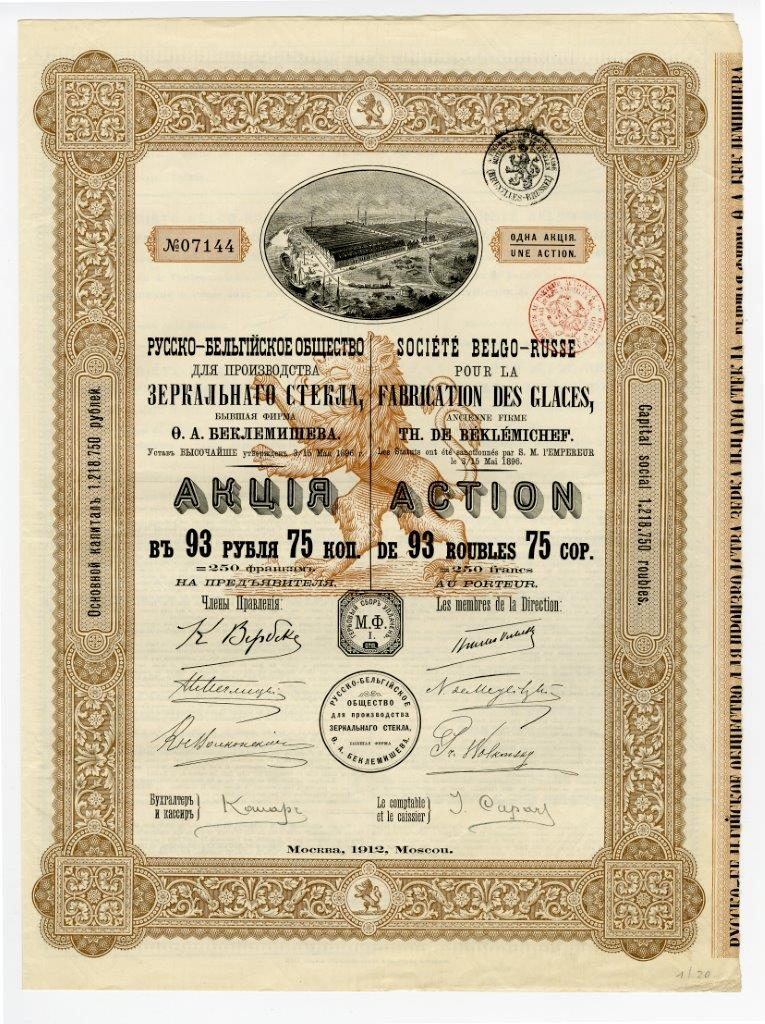
Акция в 93,75 руб. (250 бельгийских франков) на предъявителя Русско-бельгийского общества для производства зеркального стекла, бывшая фирма Ф. А. Беклемишева с Основным капиталом в 1 218 750 руб. Москва, 1912 г.

Предприятие зарегистрированного в 1896 г. "Русско-Бельгийского общества для производства зеркального стекла" ведет свою историю с 1872 г., когда статский советник Ф. А. Беклемишев в живописном, богатом залежами мельчайшего белоснежного песка месте близ села Лакаш Спасского уезда Рязанской губернии (ныне поселок Брыкин Бор, центр Окского заповедника), заложил небольшую мануфактуру по производству зеркального стекла. На первых порах количество задействованных на предприятии рабочих не превышало 75 человек, обслуживавших 8 шлифовальных машин на водяной тяге притока Оки реки Пра (по типу водяных мельниц). Однако за короткий срок продукция мануфактуры Беклемишева - высококачественные зеркала для дворцов тогдашней знати, стала составлять достойную конкуренцию модной в ту пору продукции венецианских итальянских стеклодувов.
К концу XIX в. дело Федора Андреевича продолжила его дочь, предприимчивая помещица Елизавета Федоровна Беклемишева, которой с помощью привлеченных западноевропейских (бельгийских) инвесторов на рубеже веков удалось кардинальным образом увеличить и модернизировать семейное производство.
Строительство завода Русско-бельгийского общества для производства зеркального стекла началось в 1898 г. и продлилось три года. Новый завод, занявший территорию в 3 га земли, одновременно возводило 2-3 тысячи человек, как из числа местных жителей, так и привлеченной рабочей силы из окрестных волостей и уездов. Под масштабное строительство требовалось большое количество кирпича, для изготовления которого было выстроено отдельное производство.
Машинные отделения и плавильные печи завода были размещены в кирпичных подвалах, тогда как одноэтажные деревянные заводские цеха располагались над землей. Труба заводской котельной, включавшей в себя три огромных паровых котла, достигала 80-метровой высоты. Под стать были и трубы заводской электростанции. Сооруженная водокачка обеспечивала производство водой из Пры, нефть на завод доставлялась сначала баржами, а потом по специальному трубопроводу.
Однако высокая конкуренция на рынке зеркального стекла в Российской империи в начале XX в., вызванная введением в эксплуатацию целого ряда профильных предприятий по всей стране, привела к кризису перепроизводства в индустрии.
Проработав всего два года, в 1903 г. по договоренности с владельцами конкурирующего крупного стекольного завода в Екатеринославе, выплатившего владельцам значительную компенсацию, производство стекольного завода Русско-Бельгийского общества было остановлено и законсервировано. Рабочие разъехались по другим предприятиям.
Однако само "Русско-Бельгийское общество для производства зеркального стекла, бывшая фирма Ф. А. Беклемишева" просуществовало вплоть до Октябрьской революции.

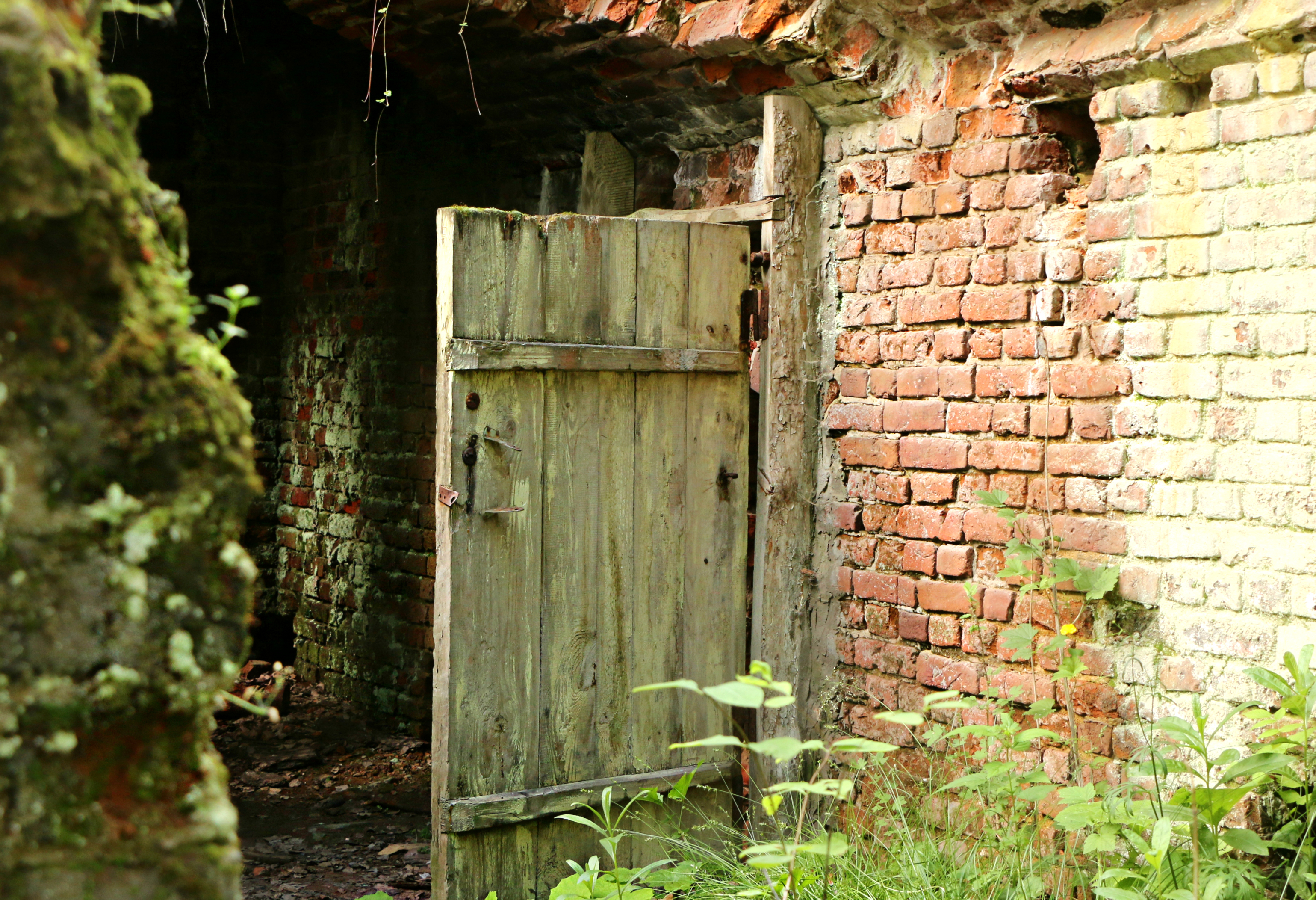
Руины стекольного завода.
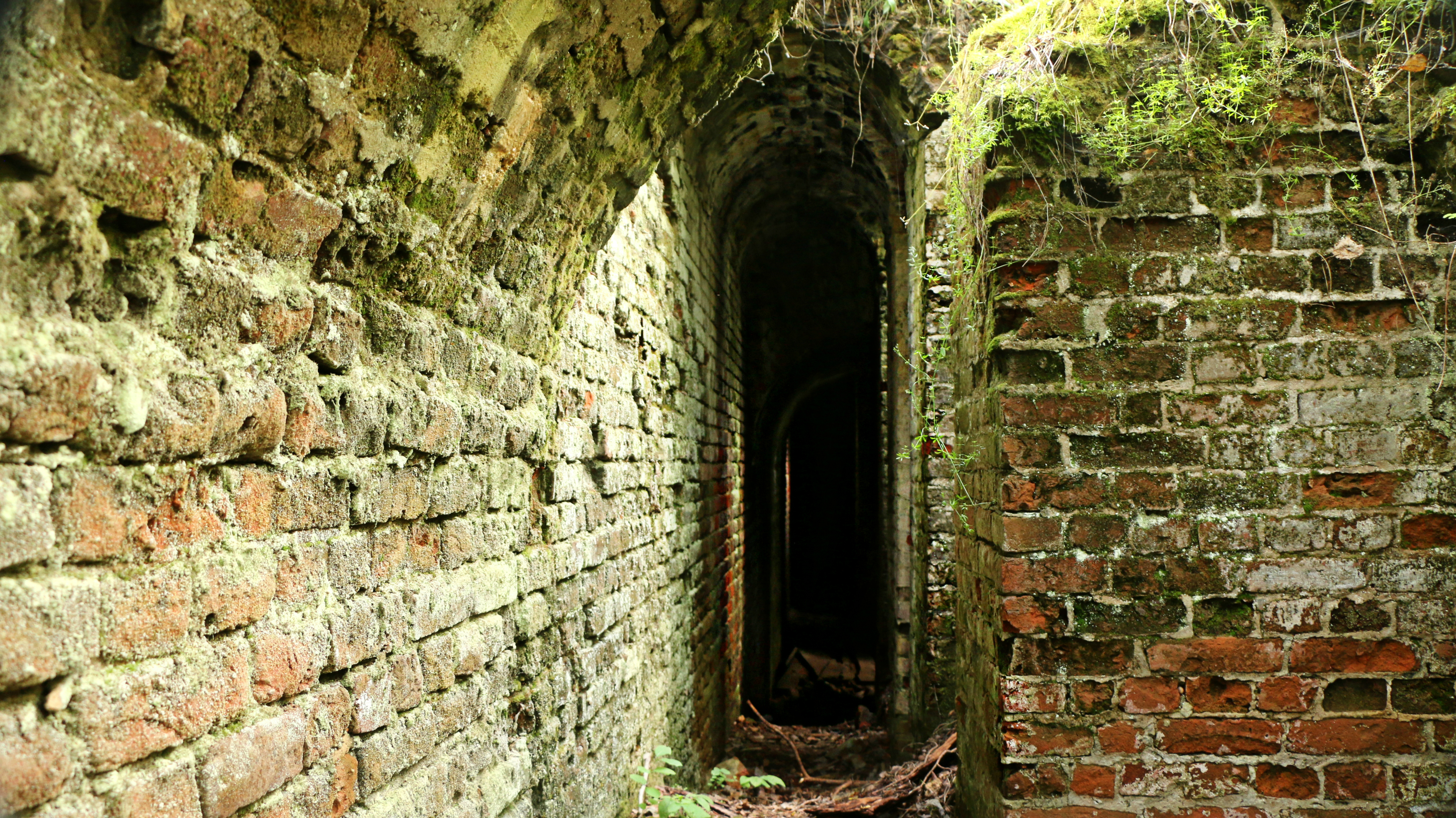
Сохранившиеся арочные тоннели.

Часть цехов и помещений стекольного завода Русско-Бельгийского общества в удовлетворительном состоянии сохранились по сей день, привлекая к себе туристов - посетителей Окского заповедника.